# Simon Fairweather
Simon John Fairweather (Adelaida, 9 de octubre de 1969) es un deportista australiano que compitió en tiro con arco, en la modalidad de arco recurvo.
Participó en cinco Juegos Olímpicos de Verano, entre los años 1988 y 2004, obteniendo una medalla de oro en Sídney 2000, en la prueba individual, el séptimo lugar en Barcelona 1992 (equipo) y el sexto en Atenas 2004 (equipo).
Ganó dos medallas en el Campeonato Mundial de Tiro con Arco al Aire Libre de 1991 y una medalla de oro en el Campeonato Mundial de Tiro con Arco en Sala de 1999.

## Palmarés internacional
| Juegos Olímpicos                 | Juegos Olímpicos   | Juegos Olímpicos  | Juegos Olímpicos |
| Año                              | Lugar              | Medalla           | Prueba           |
| -------------------------------- | ------------------ | ----------------- | ---------------- |
| 2000                             | Sídney (Australia) | Medalla de oro    | Individual       |
| Campeonato Mundial al Aire Libre |                    |                   |                  |
| Año                              | Lugar              | Medalla           | Prueba           |
| 1991                             | Cracovia (Polonia) | Medalla de oro    | Individual       |
| 1991                             | Cracovia (Polonia) | Medalla de bronce | Equipo           |
| Campeonato Mundial en Sala       |                    |                   |                  |
| Año                              | Lugar              | Medalla           | Prueba           |
| 1999                             | La Habana (Cuba)   | Medalla de oro    | Equipo           |